# مثانی (قرآن)
«مثانی» دلالت بر تبیین آیات قرآن به وسیله آیات دیگر می‌کند.

## مثانی
«مثانی» از جمله اوصافی است که از میان کتب آسمانی، وصف کل قرآن می‌باشد.
ماده «ثنی» به معنای برگردان یک شیء است، و «مثانی» نیز در راستای این اصل لغوی، مجموعه ای از کلمات و موضوعات قرآنی را برهم عطف می‌کند.

## مشتقات ماده «ثنی» در قرآن
ماده «ثنی» بیست و هفت مرتبه در قرآن تکرار شده‌است. مشتقات این ماده در قرآن عبارتند از:
«یثنون»، «یستثنون»، «ثانی»، «اثنا»، «اثنان»، «اثنی»، «اثنین»، «اثنتا»، «اثنتی»، «مَثنی» و «مثانی».
غالب کاربرد این ماده جهت بیان عدد «دو» است و استفاده در غیر معنای عددی آن در قالب پنج لفظ یعنی «یثنون، یستثنون، ثانیَ، مَثنی و مثانی» می‌باشد.

## آیات و سوره‌های قرآن
آیات سوره حمد یکدیگر را توضیح و روشن می‌کنند لذا به یکدیگر عطف می‌شوند و به یکدیگر میل می‌کنند؛ لذا مثانی نامیده شده‌اند.
در آیه (اللَّهُ نَزَّلَ أَحْسَنَ الْحَدِیثِ کِتاباً مُتَشابِهاً مَثانِیَ) زمر: ۲۳، همه قرآن مثانی خوانده شده این از آن جهت است که تمام آیات قرآن به یکدیگر میل می‌کنند و یکدیگر را توضیح و بیان می‌نمایند.
سوره‌های قرآن نیز «مَثَانِی» نامیده شده‌است، خدای عزّ و جل فرماید: (وَ لَقَدْ آتَیْناکَ سَبْعاً مِنَ الْمَثانِی- ۸۷/ حجر) زیرا در اوقات و زمان‌های مختلف تجدید و تکرار می‌شود و کهنه نمی‌شود در حالی که تمام پدیده‌ها و اشیاء فرسایش و کهنه شدنشان همواره ادامه دارد و با مرور ایّام باطل و مضمحل می‌شوند.
و بر آن معنی خدای تعالی فرموده‌است (اللَّهُ نَزَّلَ أَحْسَنَ الْحَدِیثِ کِتاباً مُتَشابِهاً مَثانِیَ- ۲۳/ زمر)